# جیمز برک (بازیکن فوتبال، زاده ۱۹۹۴)
جیمز برک (انگلیسی: James Burke؛ زادهٔ ۱۶ آوریل ۱۹۹۴) بازیکن فوتبال اهل بریتانیا است.
از باشگاه‌هایی که در آن بازی کرده‌است می‌توان به باشگاه فوتبال هادرزفیلد تاون، باشگاه فوتبال رادکلیف بورو، باشگاه فوتبال بری، و باشگاه فوتبال هاید اشاره کرد.